# يانيس بلاسفيتش
يانيس بلاسفيتش (بالألمانية: Janis Blaswich)‏ (2 مايو 1991 بفيليش في ألمانيا - ) هو لاعب كرة قدم ألماني في مركز حراسة المرمى. لعب مع بوروسيا مونشنغلادباخ ودينامو دريسدن.

## وصلات خارجية
- يانيس بلاسفيتش على موقع الاتحاد الأوربي (الإنجليزية)
- يانيس بلاسفيتش على موقع قاعدة بيانات كرة القدم.إي يو (الإنجليزية)
- يانيس بلاسفيتش على موقع Soccerway.com (الإنجليزية)
- يانيس بلاسفيتش على موقع عالم كرة القدم.نت (الإنجليزية)
- يانيس بلاسفيتش على موقع AS.com (الإسبانية)